# Fédération italienne d'espéranto
Pour les articles homonymes, voir FEI.
La Fédération italienne d'espéranto (en espéranto : Itala Esperanto-Federacio ; en italien : Federazione Esperantista Italiana ou FEI) est une association à but non lucratif qui s'occupe de faire connaître la langue construite espéranto en Italie. Son siège est à Milan.
La revue L'Esperanto (eo) créée en 1902 sert aujourd’hui d’organe officiel bilingue trimestriel de l’association.
Depuis 1910 ont lieu tous les ans en aout des congrès italiens d’espéranto (eo), en parallèle de l’Internacia Junulara Festivalo, festival international de la jeunesse organisé par l’association des jeunes espérantophones italiens.